# Патешки истории
„Патешки истории“ (на английски: DuckTales) е американски анимационен сериал, създаден от „Уолт Дисни Къмпани“, в който участват герои от вселената на Скрудж Макдък, голяма част от които създадени от Карл Баркс. Първият епизод е излъчен на 11 септември 1987 г. Основните звезди на сериала са самият Скрудж Макдък и неговите праплеменници Хюи, Дюи и Луи.
Други герои от комиксите са Хари Хлопдъск (Жиро Конструиро в превода на БНТ), Гладстоун Джендър, Маджика де Спел, Флинтхарт Глъмгоулд и бандата Бийгъл.
Сериалът също представя много нови герои, като капитан Плок Макквак, г-жа Клюмвия, Уеби и келнера Дакуърт.
„Патешки истории“ е най-успешният от ранните опити на „Дисни“ да създадат висококачествена анимация за анимационен сериал (по-ранен пример е „Приключенията на Гумените мечета“ от 1985 г.). „Дисни“ инвестират много по-големи парични стойности в този анимационен сериал, отколкото някой друг преди това. Това е било считано за рисков ход, тъй като до 1980-те анимационните сериали са се считали за нискобюджетни инвестиции.
Много критици твърдят, че анимационното студио на „Дисни“ е загубило по-голямата част от блясъка си през 1980-те. Така или иначе студиото е поемало много рискове, които са им се отплащали добре, и „Патешки истории“ е един от тях.
Сезонът от 1987 – 1988 г. на „Патешки истории“ се състои от 65 епизода. Вторият сезон от 1988 – 1989 г. съдържа още 10 епизода. В него се появяват и нови герои, между които Бъба пещерният паток и Фентън Кракшел със своето алтер-его Робопат. Трети и четвърти сезон са съответно с по 18 и 7 епизода.
Успехът на сериала води и до създаването на пълнометражния филм „Патешки истории – Филмът: Съкровището на изгубената лампа“), озвучен в България от Доли Медия Студио и излъчен по HBO. „Патешки истории“ проправя път на следващите сериали на „Дисни“ и води до създаването на видеоигри по филма. „Патешки истории“ е последван от „Крякаща тайфа“.
На 25 февруари 2015 г. Disney XD обяви, че ще започне излъчването на нови епизоди на сериала през 2017 г.

## Актьорски състав
- Алън Янг
- Ръси Тейлър
- Тери Макгавърн
- Хамилтън Кемп
- Питър Кълън
- Брайън Къмингс
- Мириам Флин
- Джун Форей
- Катлийн Фрийман
- Джоун Гърбър
- Чък Маккан
- Хал Смит
- Франк Уелкър
- Роб Полсън
- Трес Макнийл
- Кори Бъртън
- Джим Къмингс
- Джак Ейнджъл

## „Патешки истории“ в България
В България „Патешки истории“ става известен след 1992 г., след като бива преведен от БНТ и излъчван заедно с „Чип и Дейл: Спасителен отряд“ в анимационния блок „Уолт Дисни представя“ (просъществувал до 1 януари 2006 г.). Той е един от първите сериали, които са озвучени със синхронен дублаж.
| Озвучаващи артисти         | Георги Митев (Скрудж Макдък) Соня Костадинова (Хюи, Дюи и Луи) Петър Евангелатов (Дижон) Пламен Захов (Капитан Плок) Георги Георгиев (Биг Бой) Иван Райков (Фентън Кракшел) Ива Апостолова (Г-жа Клюмвия и Магика) Нели Топалова (Чантра Ди) Сава Пиперов (Флинтхарт Глъмголд) Мая Бежанска (Мамчето) Живка Донева |
| Песента изпълнява          | Цветан Владовски |
| Музикален режисьор         | Борис Карадимчев |
| Български текст на песента | Рада Москова |
| Превод                     | Криси Добринска Меглена Василева |
| Редактор                   | Майя Пачникова |
| Организатор                | Ива Романова |
| Компютърни надписи         | Соня Пенкова |
| Монтаж                     | Мадлен Иванова |
| Асистент-режисьори         | Христо Величков Симеон Филипов |
| Тонрежисьор                | Иван Василев |
| Режисьор на дублажа        | Красимир Ризов |
| Copyright                  | БНТ, 1992-1995 г. |